# St-Étienne (Saint-Étienne-de-Tinée)

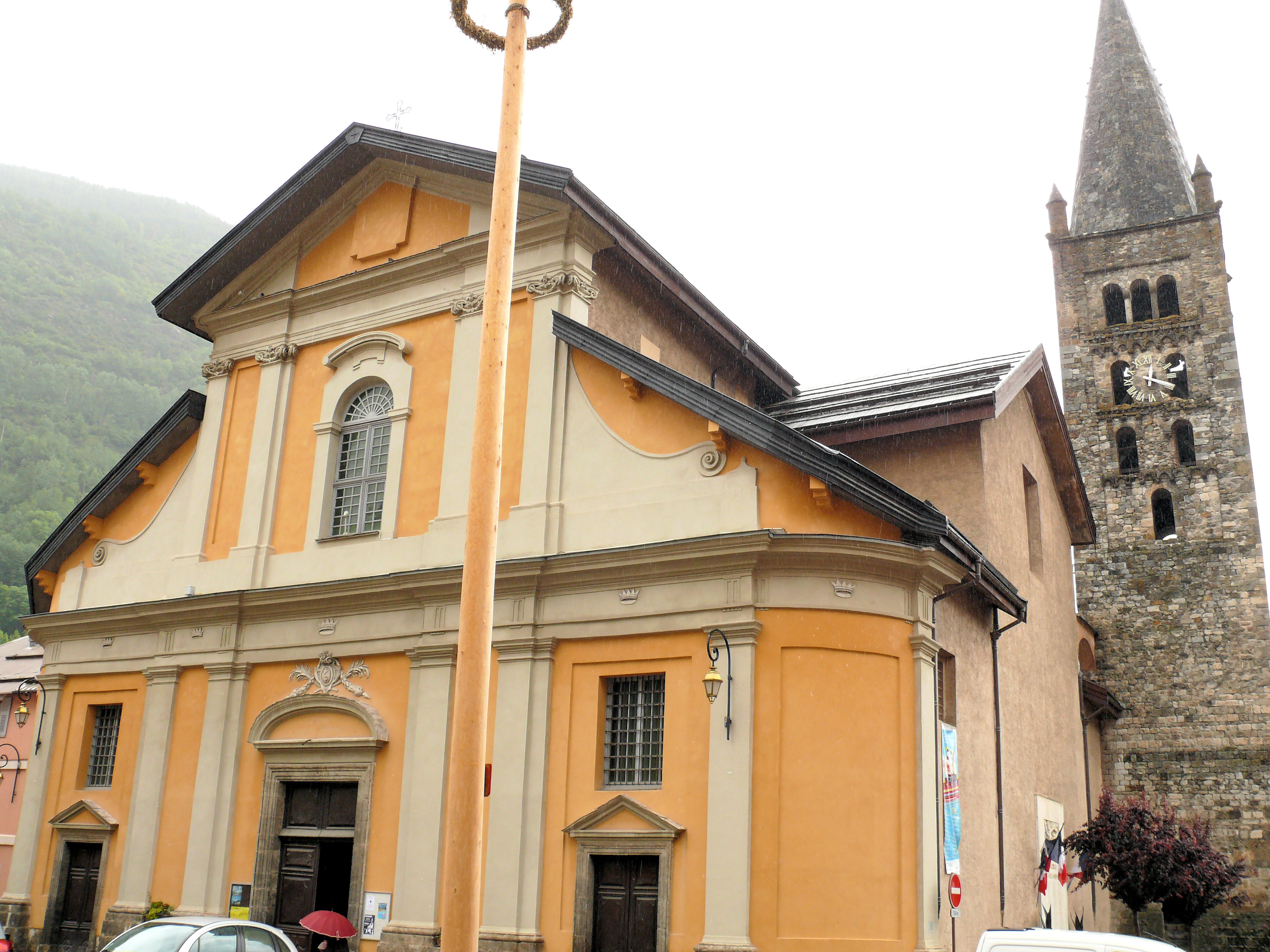
Kirche St-Étienne in Saint-Étienne-de-Tinée

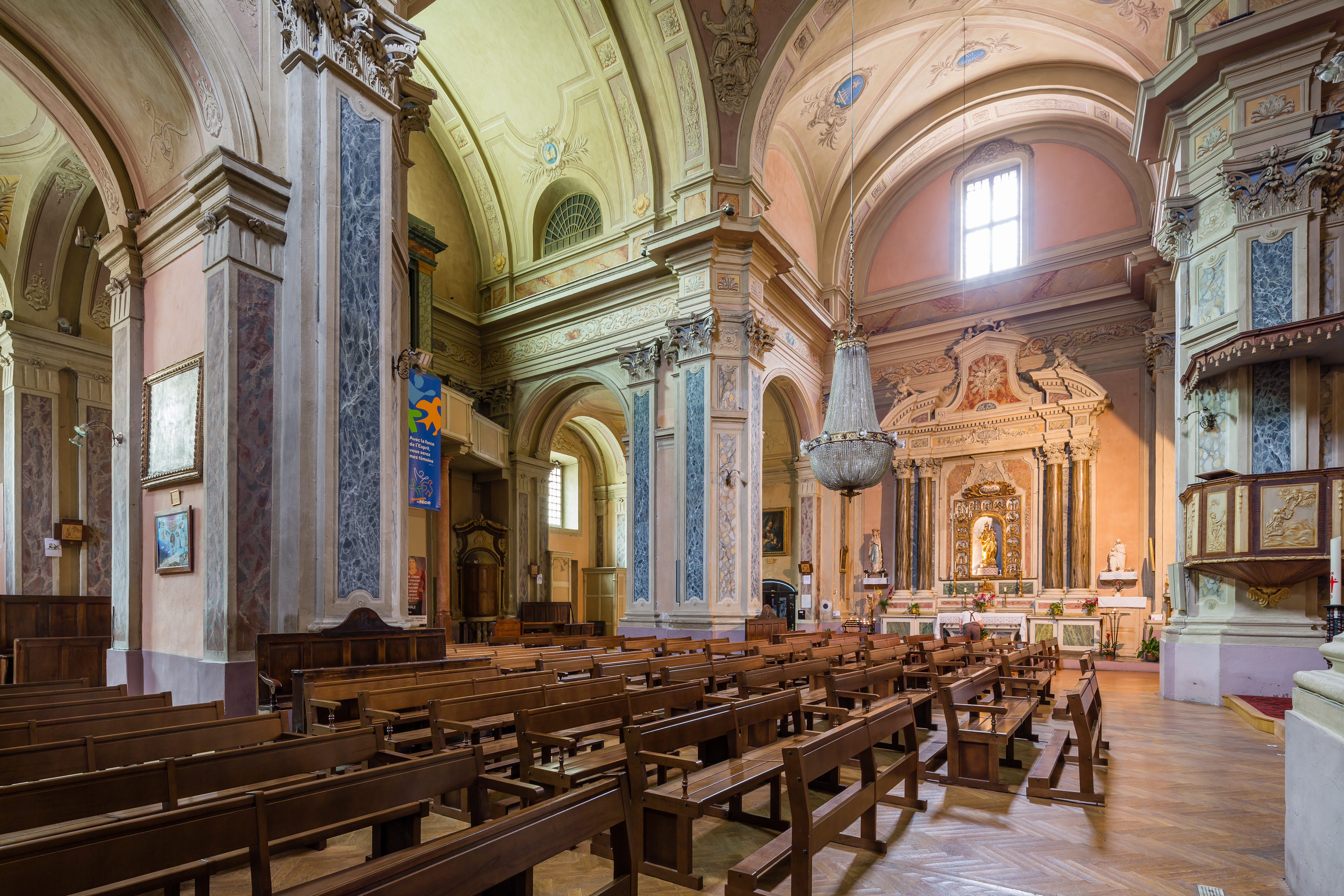
Kirche St-Étienne in Saint-Étienne-de-Tinée (Kircheninneres)

Die Kirche Saint-Étienne (deutsch St. Stephan) ist ein römisch-katholischer Kirchenbau in Saint-Étienne-de-Tinée im Bistum Nizza. Er ist seit 1935 als Monument historique eingestuft.

## Geschichte
Der Architekt Antoine Spinelli (1726–1819) baute die Kirche von 1784 bis 1793. Sie ist dem Patronat des heiligen Stephanus anvertraut. Sie ist heute Pfarrkirche der Kirchengemeinde Paroisse Saint Étienne.

## Kirchengebäude und Ausstattung
Die Kirche mit Querhaus ist barock mit klassizistischen Elementen. Von der Vorgängerkirche ist der gotische Chor erhalten. Der Kirchturm stammt aus dem 15. Jahrhundert. Das Innere der Kirche überrascht durch Weite und Vielfalt. Die Orgel wurde 1829 von den Brüdern Agati gebaut und 1997 renoviert.